# Kalifaat van de Abbasiden
Het kalifaat van de Abbasiden was een islamitisch rijk, geregeerd door de Abbasiden die regeerde van 750 tot 1258. De hoofdstad van het rijk was eerst Koefa en later Bagdad, Samarra en Ar-Raqqah. Aan het hoofd van het rijk stond de kalief, die de wereldlijke leider was.
De Abbasiden namen vrijwel het hele kalifaat van de Omajjaden over, die tot 750 vanuit Damascus heersten. De Omajjaden behielden echter Al-Andalus en hergroepeerden zich in 756 uiteindelijk tot het emiraat Córdoba, later kalifaat Córdoba, dat tot 1031 standhield.

## Geschiedenis

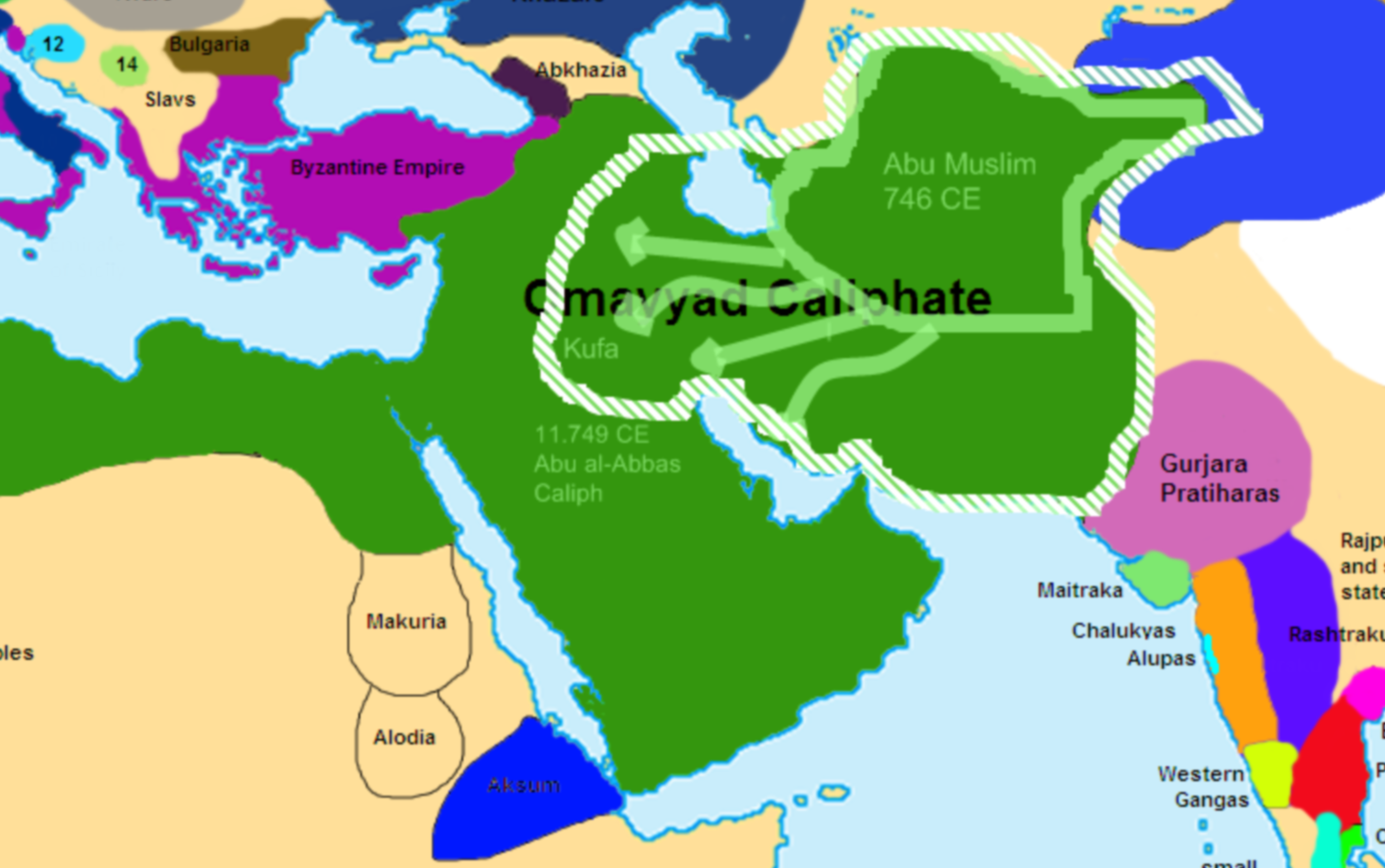
Kaart van de opkomst van de Abbasiden

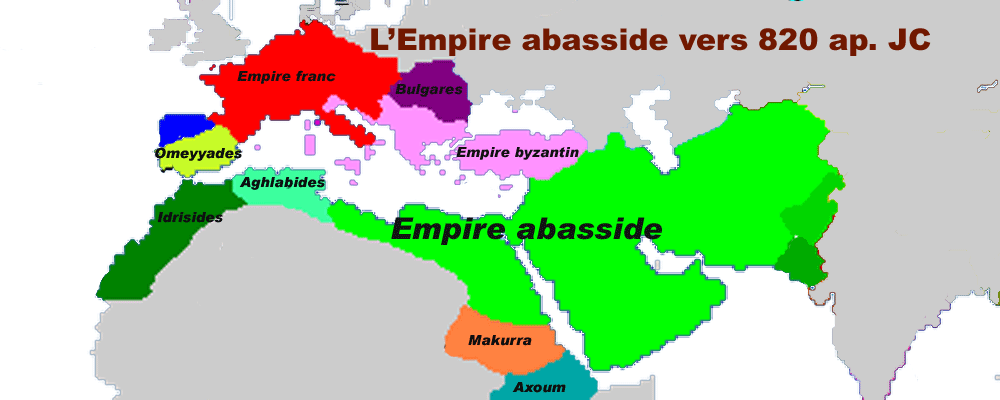
Franstalige kaart met het Abbasidenrijk rond 820

### Opkomst
De opkomst van het Abbasidenrijk begon met een opstand tegen de Omajjaden in de streek Khorasan, in het oosten van het huidige Iran. Er waren meerdere aanleidingen voor deze opstand:
- De Perzen werden door de Arabieren min of meer als tweederangsburgers beschouwd en moesten bijvoorbeeld hogere belastingen betalen.
- De Abbasiden claimden het recht op het kalifaat omdat zij claimden af te stammen van Abbas ibn Abd al-Muttalib (566-652), een oom van de profeet Mohammed. De Omajjaden waren van een andere clan dan die van Mohammed.
- Er ontstond wrevel over de weelderige en 'wereldlijke' levensstijl van de Omajjaden in Damascus en men verlangde terug naar de 'eenvoudige beginselen' van de begintijd van de islam.

Aan de opstand, die begon in 747, namen zowel Perzen als Arabieren deel. De leider van de beweging was Abu-Abbas Al-Saffah, een afstammeling van de genoemde oom van Mohammed.
In 750 versloeg hij bij de stad Koefa (in het zuiden van het huidige Irak) het leger van de Omajjaden in de Slag bij de Zab. Na deze overwinning kreeg hij de eretitel al Saffah ("de bloedvergieter)".
Koefa werd de tijdelijke hoofdstad. In 762 werd een nieuwe hoofdstad gesticht die de naam Medinat as Salam of de Stad van Vrede meekreeg. Later werd deze stad bekend onder de naam Bagdad.

### Verval
Tijdens het bewind van Haroen ar-Rashid nam de politieke invloed van het kalifaat echter af. Gebieden in Iberië, Noord-Afrika en Iran werden zo goed als onafhankelijk onder hun emirs en riepen een zelfstandig kalifaat uit.
Kalief Al-Mu'tasim verplaatste de hoofdstad van Bagdad naar Samarra in 839. Er kwamen betaalde legers die vooral uit slaven bestonden, de zogenaamde ghilman, die op den duur zoveel macht vergaarden, dat zij bepaalden wie kalief werd. (Zie Vijfde Fitna).
In 946 veroverden de Boejiden, een sjiitische clan uit het westen van Iran, zelfs Bagdad. Ze lieten de kalief in leven als religieus hoofd van de gelovigen maar namen zelf de politieke en militaire macht in handen. De soennitische kalief werd aldus een marionet, hij stond onder feitelijke controle van de sjiieten. Daarnaast werd het systeem van de iqta ingevoerd.
Begin elfde eeuw werd het kalifaat omsingeld en bezet door sjiitische staten, de Boejiden in het Oosten en de Fatimiden in het Zuiden. Eerst vroegen de kaliefen hulp aan de soennitische Ghaznaviden en na 1040 aan de Seltsjoeken. In 1055 bevrijdde de Seltsjoek Togrul Beg de hoofdstad Bagdad van de Boejiden.
Na het Beleg van Bagdad (1157) verminderde de macht van de Seltsjoeken en kreeg de kalief zijn status terug.
In 1258 werd Bagdad definitief verwoest na de verovering door de Mongolen. De 'woeste' ruiters richtten een bloedbad aan onder de bevolking. De kalief en de meeste hoogwaardigheidsbekleders en hun families die niet wisten te vluchten, werden onthoofd. De Mongoolse veroveraars vernielden vervolgens de irrigatiewerken die de stad en de omringende landbouwgebieden van water voorzagen, alsook veel van de architectuur en vernietigden daarmee deze beschaving. Tot op heden heeft het gebied van de Eufraat en Tigris nooit meer de vruchtbaarheid en welvaart terug verkregen die het had vóór deze verwoesting.
Enkele familieleden van de Kaliefen van de Abbasiden slaagden erin te vluchten naar het Mammelukkensultanaat Caïro, waar ze de titel verder waarnamen tot de komst van de Ottomanen in 1517.

## Wetenschap en cultuur

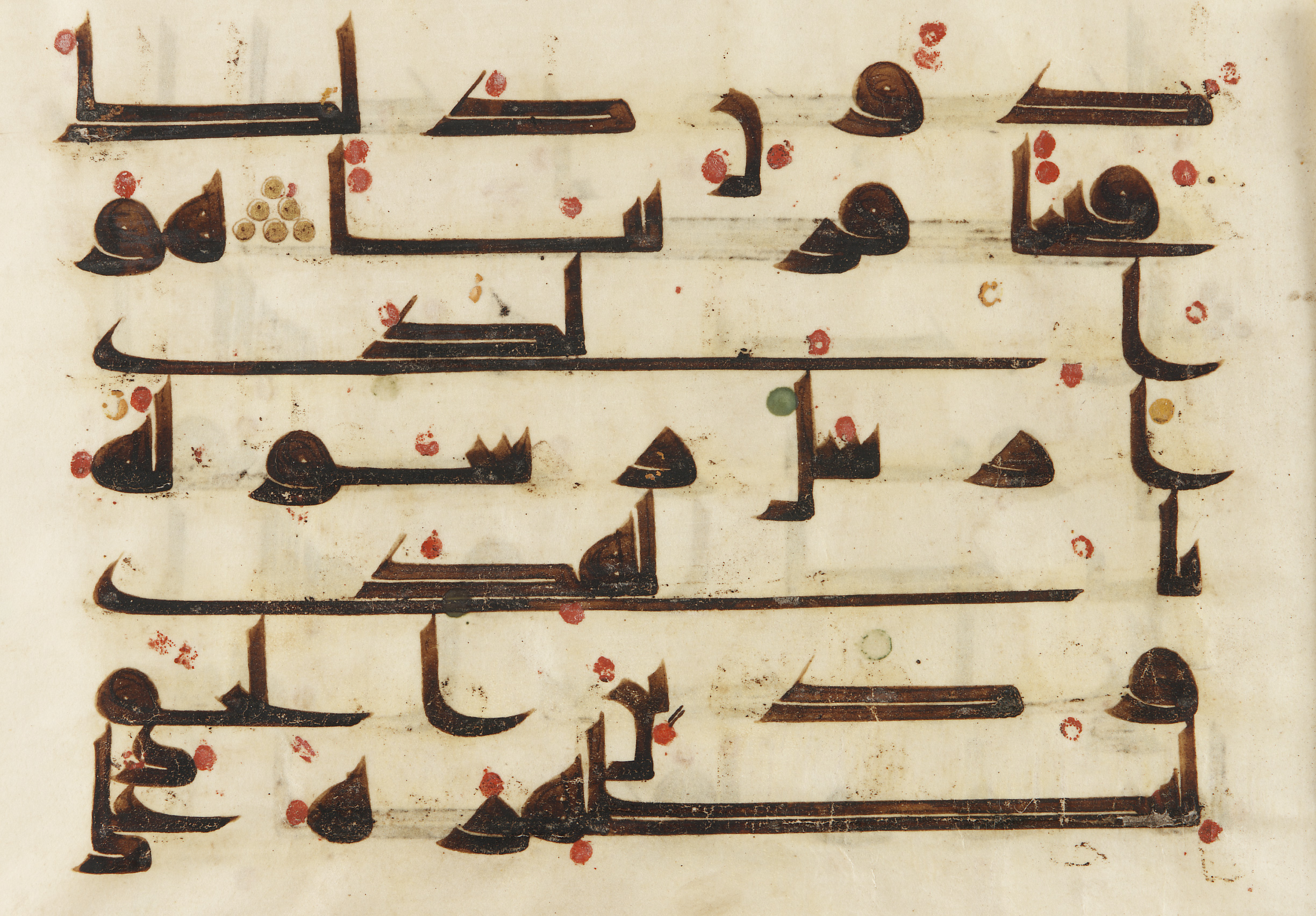
Deel van een bladzijde uit een 8e- of 9e-eeuwse Koran, geschreven tijdens het Kalifaat van de Abbasiden

Het rijk van de Abbasiden kwam onder de verschillende kaliefen tot grote bloei van kunst, architectuur en literatuur. Deze periode wordt dan ook het Islamitische gouden tijdperk genoemd.
De Abbasiden werden beïnvloed door Koranverzen en hadith zoals: "De inkt van een geleerde is heiliger dan het bloed van een martelaar", waarbij de nadruk op kennis werd gelegd. Kalief Al-Ma'mun opende het Huis der Wijsheid in Bagdad, waar klassieke Griekse, Perzische en Indiase werken werden bestudeerd en vertaald naar het Arabisch wat gekend staat als de Vertalingsbeweging.
De vertellingen van Duizend-en-een-nacht werden geschreven tijdens het bewind van kalief Haroen ar-Rashid.

## Bouwkunst

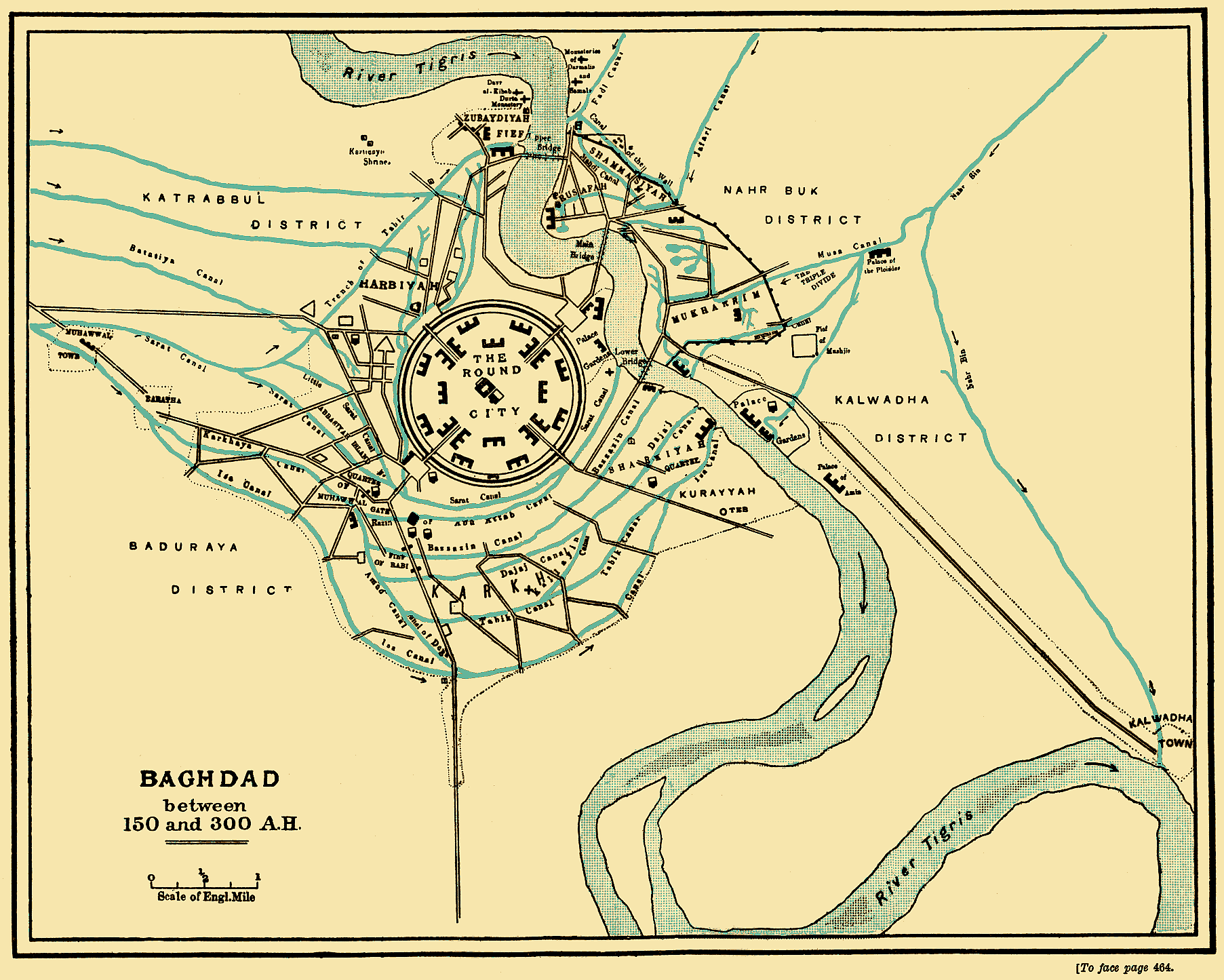
De Ronde Stad Bagdad. Kalief Al-Mansoer bouwde Bagdad als een ronde stad tussen 762 en 767. De Mongolen vernietigden de stad geheel in 1258.

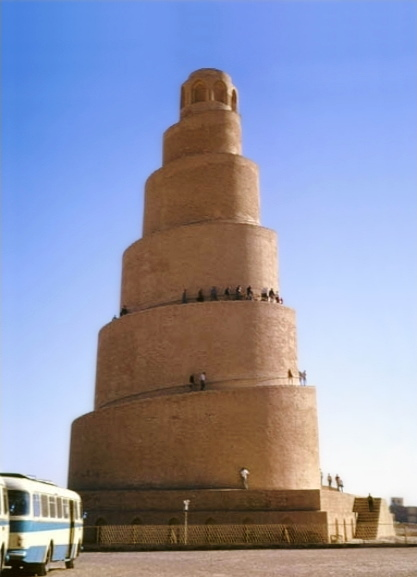
De spiraalvormige minaret van Samarra

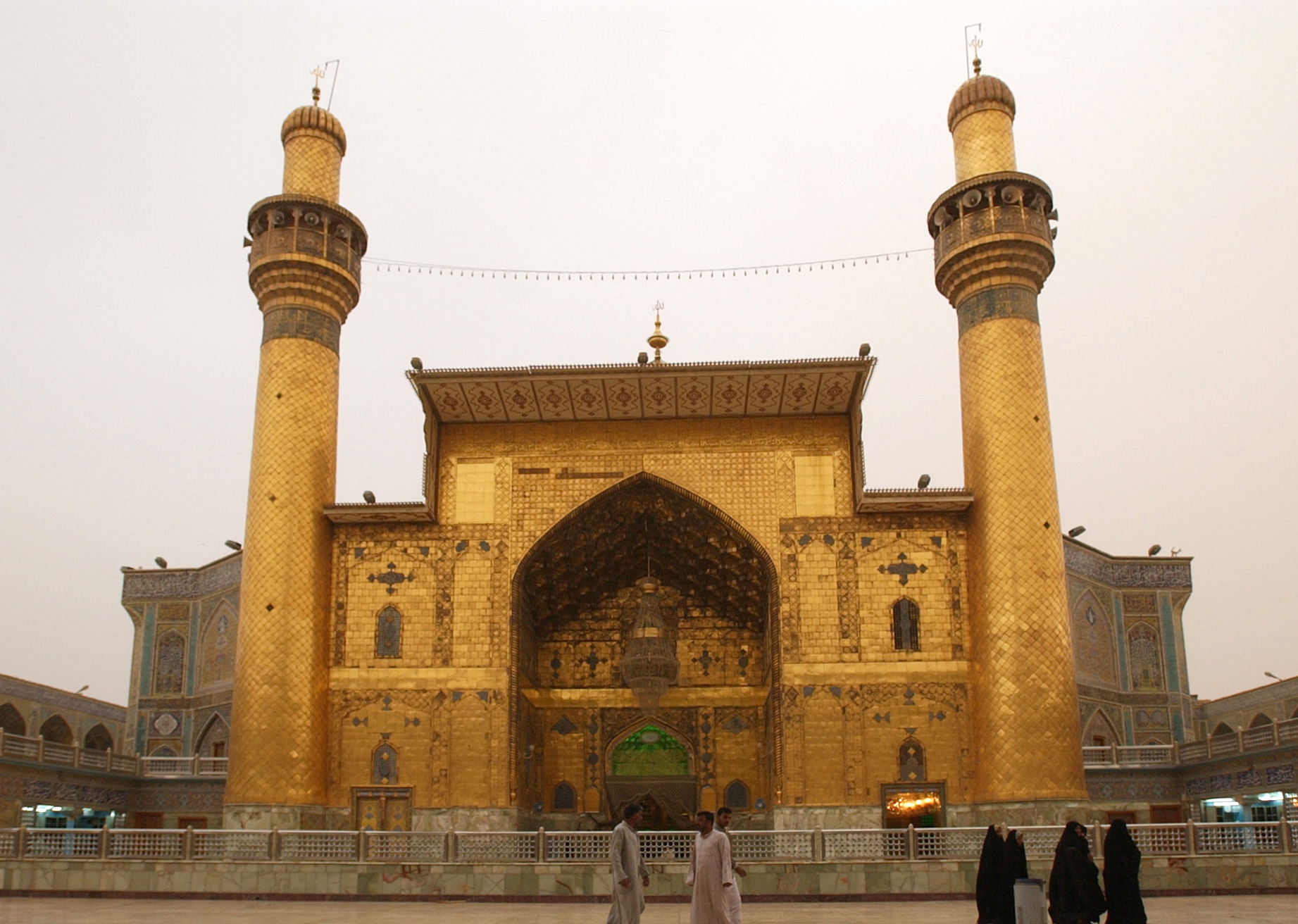
De Imam Alimoskee in de Iraakse stad Najaf werd gebouwd door de Abbasiden

De Abbasiden lieten hun nieuwe hoofdstad bouwen: Bagdad. Zij bouwden Bagdad als een cirkelvormige stad. Hun zomerhoofdstad Ar-Raqqah, in wat nu Noord-Syrië is, bouwden ze eveneens als een cirkelvormige stad.
Veel van de Abbasidische bouwkunst is verloren gegaan. Een bouwwerk dat thans nog bestaat is de Grote moskee van Samarra, die op de werelderfgoedlijst staat. Een ander bouwwerk is het Paleis van Ukhaidir en de Gouden Moskee in Irak. In Iran bouwden de Abbasiden onder andere de Vrijdagmoskee van Isfahan. In Egypte werd de Ibn Toeloenmoskee gebouwd.

## Provincies van de Abbasiden
1. Al-Awasim
2. Al-Jazira
3. Al-Sharat
4. Armenië
5. Al-Awasim
6. Egypte
7. Ifriqiya
8. Jemen
9. Jibal
10. Jund al-Urdunn
11. Jund Dimashq
12. Jund Filastin
13. Jund Hims
14. Jund Qinnasrin
15. Khorasan
16. Mughan
17. Qumis
18. Sind

## Separatisme onder de Abbasiden
- Iberië: Omajjaden van Andalusië (756-1031)
- Marokko: Idrisiden (788–985)
- Ifriqiya: Aghlabiden (800–909 CE)
- Egypte en Levant: Toeloeniden (868–905 CE)
- Al-Jazira (het noorden van Syrië en Irak): Hamdaniden (890–1004 CE)
- Zuidwest Iran: Boejiden (934–1055)
- Khorasan (Iran, Afghanistan en Turkmenistan): Tahiriden (821–873)
- Transoxanië (Centraal-Azië): Samaniden (819–999)

## Kaliefen van de Abbasiden vanuit Bagdad

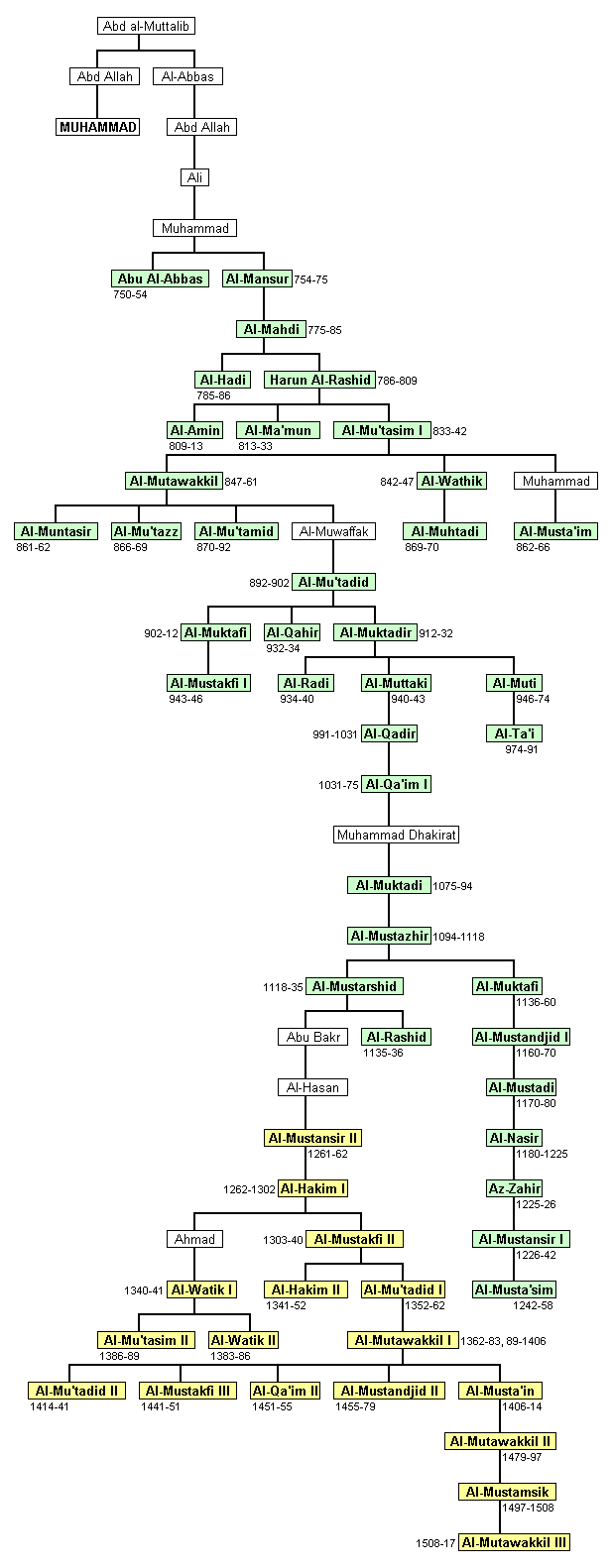
Genealogische stamboom van de Abbasid-familie. In het groen, de Abbasidische kaliefen van Bagdad. In het geel, de Abbasidische kaliefen van Cairo. Mohammed is inbegrepen (in hoofdletters) om de verwantschap van de Abbasiden met hem te tonen.

De Abbasiden hadden 767 jaar geregeerd en 54 kaliefen voortgebracht.
| regeerperiode | naam                           | opmerking |
| ------------- | ------------------------------ | --- |
| 750 - 754     | Abu'l Abbas As-Saffah          | Liet de Omajjaden uitmoorden |
| 754 - 775     | Al-Mansoer                     | Stichtte de stad Bagdad |
| 775 - 785     | Muhammad bin Abdullah al-Mahdi | |
| 785 - 786     | Al-Hadi                        | |
| 786 - 809     | Haroen ar-Rashid               | |
| 809 - 813     | Al-Amin                        | |
| 813 - 833     | Al-Ma'mun                      | Onder zijn bewind werd het moetazilisme de staatsgodsdienst                                                                         |
| 833 - 842     | Al-Mu'tasim                    | Hij introduceerde Mammelukken in het leger                                                                                          |
| 842 - 847     | Al-Wathiq                      | |
| 847 - 861     | Al-Mutawakkil                  | Hij bouwde de Grote moskee van Samarra. Restauratie van het soennisme.                                                              |
| 861 - 862     | Al-Muntasir                    | |
| 862 - 866     | Al-Musta'in                    | |
| 866 - 869     | Al-Mu'tazz                     | |
| 869 - 870     | Al-Muhtadi                     | |
| 870 - 892     | Al-Mu'tamid                    | |
| 892 - 902     | Al-Mu'tadid                    | |
| 902 - 908     | Al-Muktafi                     | |
| 908 - 932     | Al-Muqtadir                    | |
| 932 - 934     | Al-Qahir                       | |
| 934 - 940     | Ar-Radi                        | |
| 940 - 944     | Al-Muttaqi                     | |
| 944 - 946     | Al-Mustakfi                    | 946 Sjiitische Boejiden nemen de macht over.                                                                                        |
| 946 - 974     | Al-Muti                        | |
| 974 - 991     | At-Ta'i                        | |
| 991 - 1031    | Al-Qadir                       | |
| 1031 - 1075   | Al-Qa'im I                     | 1055 Turkse Seltsjoeken nemen de macht over                                                                                         |
| 1075 - 1094   | Al-Muqtadi                     | |
| 1094 - 1118   | Al-Mustazhir                   | 1096-1099 Eerste Kruistocht |
| 1118 - 1135   | Al-Mustarshid                  | |
| 1135 - 1136   | Ar-Rashid                      | |
| 1136 - 1160   | Al-Muqtafi                     | 1145-1149 Tweede Kruistocht |
| 1160 - 1170   | Al-Mustanjid                   | |
| 1170 - 1180   | Al-Mustadi                     | |
| 1180 - 1225   | An-Nasir                       | 1189-1192 Derde Kruistocht, 1202-1204 Vierde Kruistocht, 1213-1221 Vijfde Kruistocht                                                |
| 1225 - 1226   | Az-Zahir                       | |
| 1226 - 1242   | Al-Mustansir                   | 1228-1229 Zesde Kruistocht |
| 1242 - 1258   | Al-Musta'sim                   | 1248-1254 zevende Kruistocht, 1258 Mongolen van het Il-khanaat vermoorden onder Hulagu de laatste kalief van Bagdad en zijn familie |

## Kaliefen van de Abbasiden vanuit Caïro
De Turkse mammelukken die halverwege de dertiende eeuw de macht overnamen in Egypte, kozen een lid van de Abbasiden tot kalief. In 1517 veroveren de Ottomanen het Midden-Oosten en namen het kalifaat over. De Ottomaanse sultans namen ook het ambt van kalief aan.
| regeerperiode | naam              | opmerking                                                                      |
| ------------- | ----------------- | ------------------------------------------------------------------------------ |
| 1261          | Al-Mustansir II   | Wist met zijn zoon naar Egypte te ontsnappen.                                  |
| 1262-1302     | Al-Hakim I        | 1270 Achtste Kruistocht, 1271-1272 Negende Kruistocht                          |
| 1302-1340     | Al-Mustakfi I     |                                                                                |
| 1340-1341     | Al-Wathiq I       |                                                                                |
| 1341-1352     | Al-Hakim II       |                                                                                |
| 1352-1362     | Al-Mu'tadid I     |                                                                                |
| 1362-1383     | Al-Mutawakkil I   | eerste keer                                                                    |
| 1383-1386     | Al-Wathiq II      |                                                                                |
| 1386-1389     | Al-Mu'tasim       |                                                                                |
| 1389-1406     | Al-Mutawakkil I   | tweede keer                                                                    |
| 1406-1414     | Al-Musta'in       |                                                                                |
| 1414-1441     | Al-Mu'tadid II    |                                                                                |
| 1441-1451     | Al-Mustakfi II    |                                                                                |
| 1451-1455     | Al-Qa'im II       |                                                                                |
| 1455-1479     | Al-Mustanjid      |                                                                                |
| 1479-1497     | Al-Mutawakkil II  |                                                                                |
| 1497-1508     | Al-Mustamsik      |                                                                                |
| 1508-1517     | Al-Mutawakkil III | De laatste Abbasidische kalief werd afgezet door de Ottomaanse sultan Selim I. |

## Trivia
Het Kalifaat van de Rashidun, de Omajjaden en de Abbasiden worden ook wel eens het Arabische Rijk genoemd.